# Mantelet (Mode)

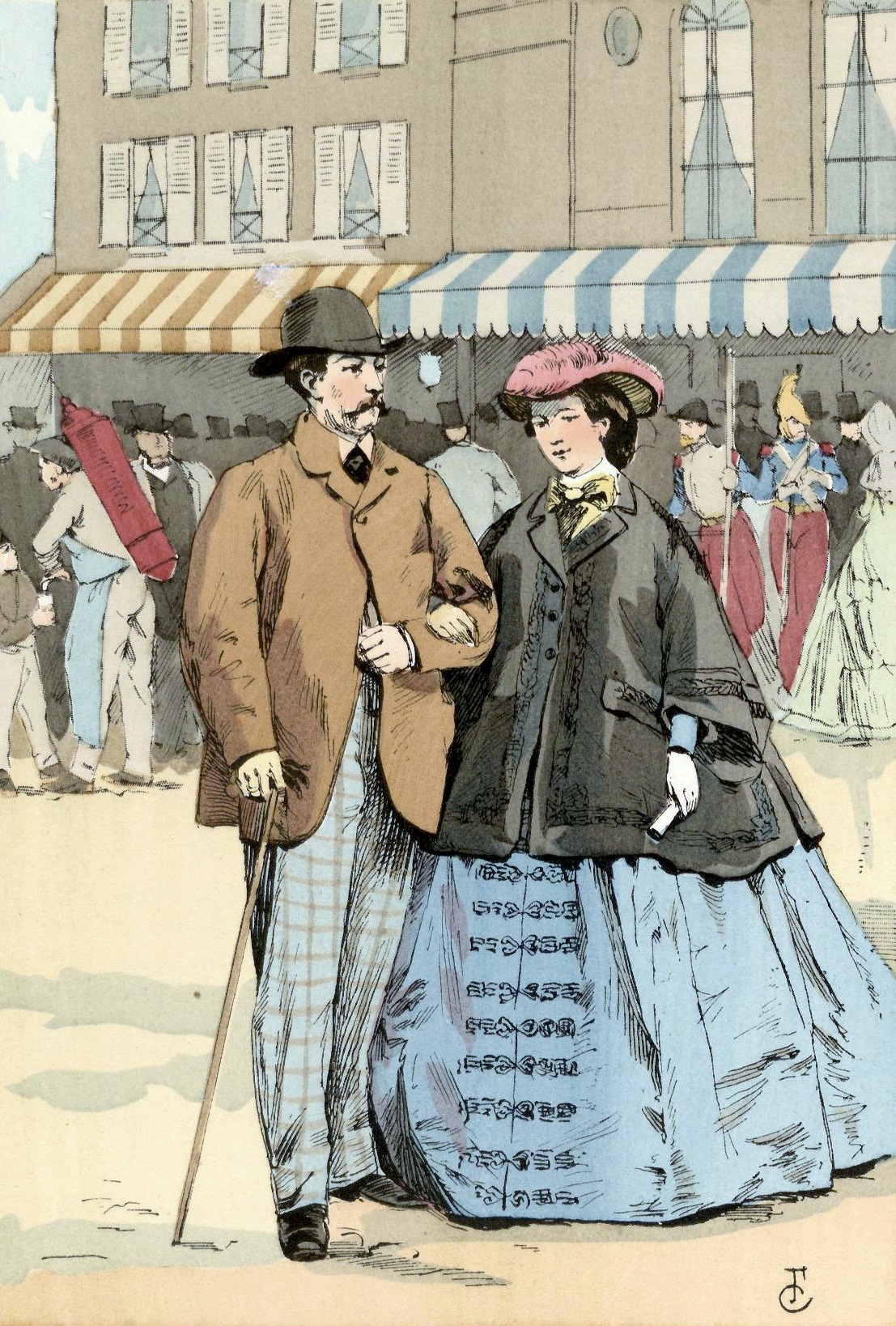
Dame mit Reifrock und darüber getragenem Mantelet mit echten Ärmeln, 1861

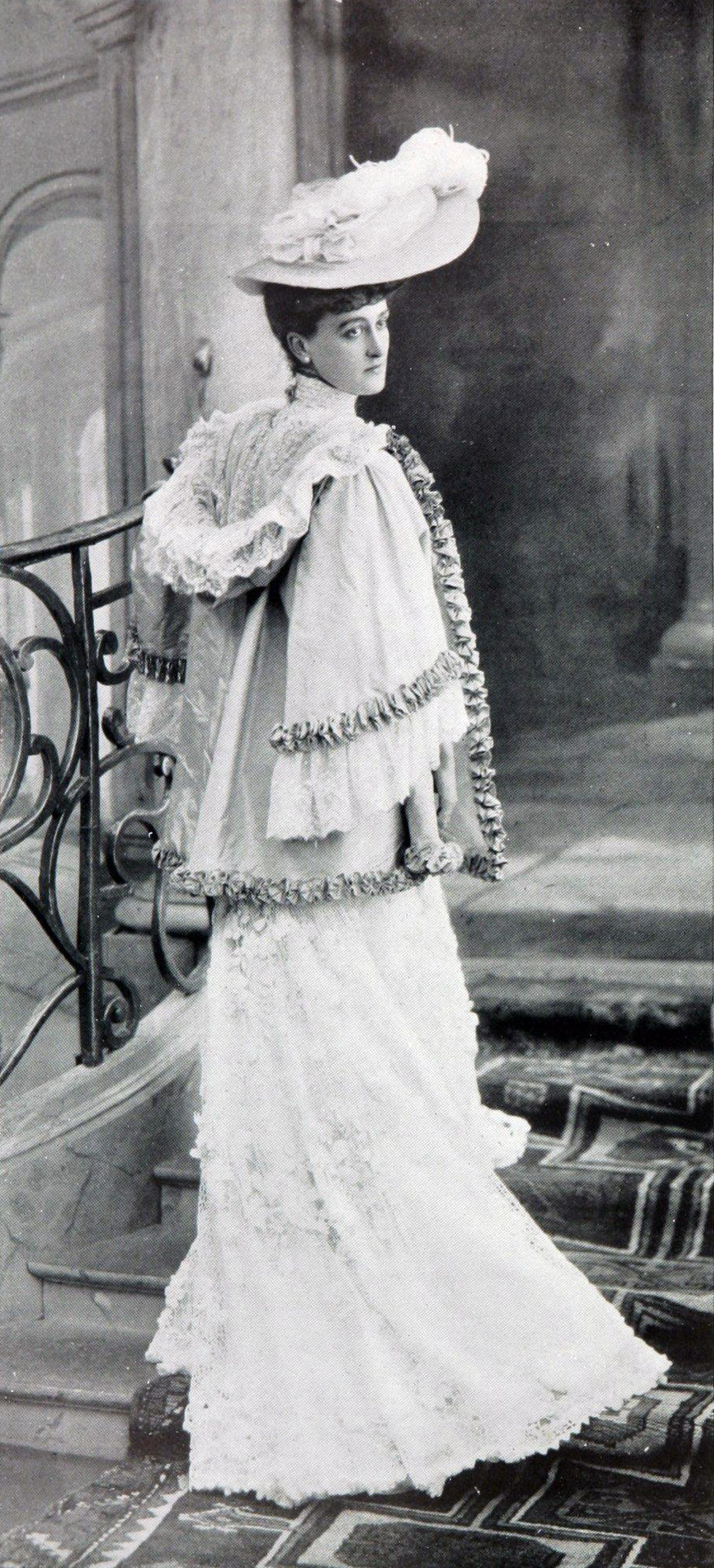
Visite mit Scheinärmeln und Kapuze, 1905

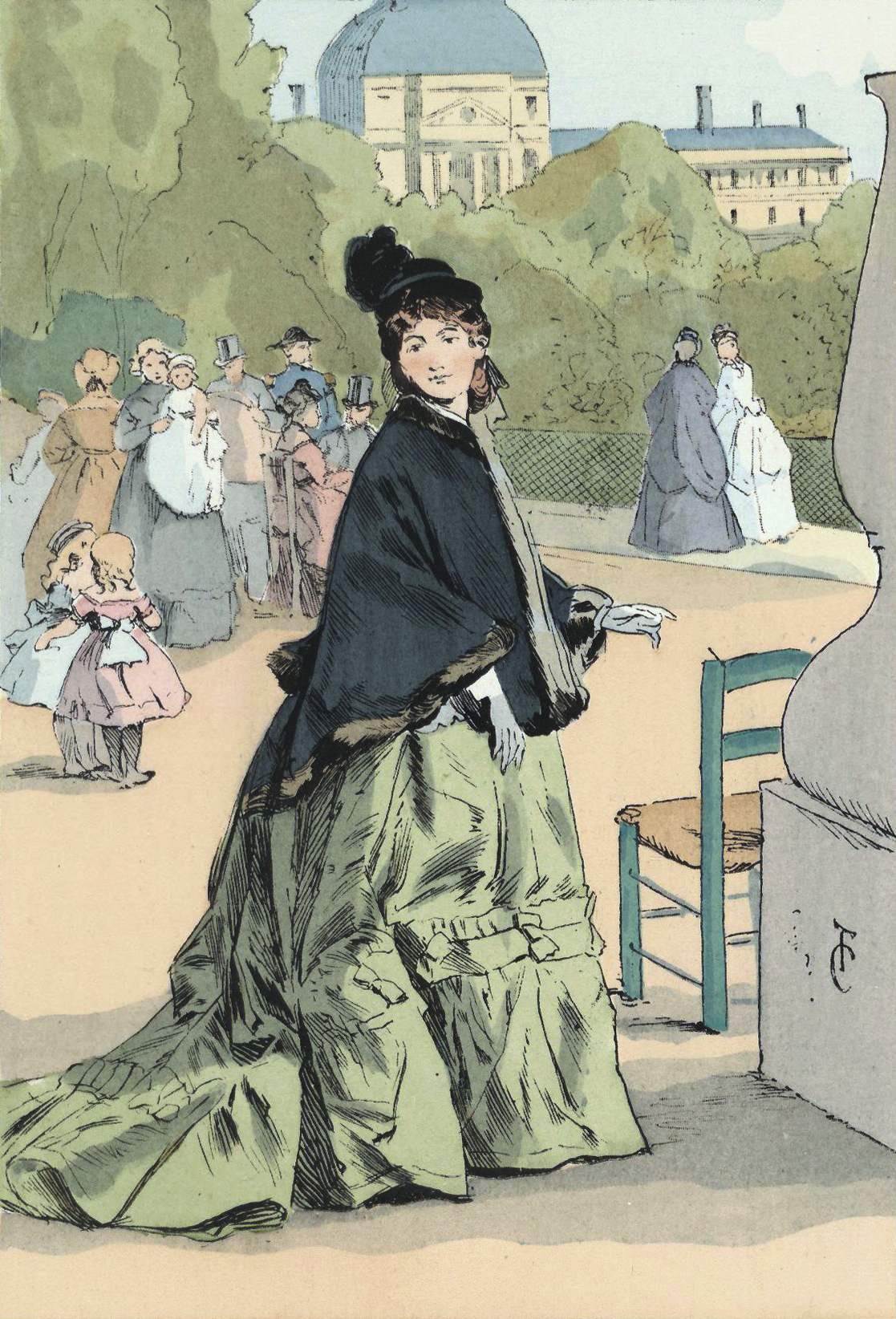
Pelzverbrämter, ärmelloser Wintermantelet, 1870

Der Mantelet (franz. für „kleiner Mantel“, in Frankreich auch Visite „Besuch“) ist ein vor allem über dem Reifrock getragener, etwa hüftlanger Umhang mit Kapuze ohne Armschlitze, der am Hals mit einer Schleife oder einem Haken geschlossen wurde. Er wurde getragen ab 1740 bis in die Revolutionszeit und dann wieder in der Zeit der Krinolinenmode ab 1848 bis etwa 1888. Sommerliche Formen waren aus hellem, relativ leichtem Stoff, Wintermantelets waren aus dunklerem, wärmeren Stoff (Samt, Kaschmir oder Taft) und häufig pelzverbrämt.
In dieser Zeit waren häufig Scheinärmel angesetzt oder der Mantelet hatte relativ kurze, tief angesetzte echte Ärmel.
Eine dem Mantelet verwandte Form des Umhangs oder Mantels wurde auch als Pardessus (etw. „Überzieher“) bezeichnet. 